# Luís Castro (football, 1980)
Pour les articles homonymes, voir Luis Castro.
Luís Castro, de son nom Luís Manuel Ferreira de Castro, né le 7 mai 1980 à Guimarães (Moreira de Cónegos (pt)), est un entraîneur de football portugais. Il est l’actuel entraîneur du FC Nantes.

## Biographie
Castro ne fait pas carrière comme joueur et commence immédiatement celle d'entraîneur dès les années 2000, alors qu'il n'a qu'une vingtaine d'années, en encadrant des équipes de jeunes dans les clubs professionnels portugais de Vizela, de Moreirense puis de Vitória. Il travaille aussi pour le club saoudien d'Al-Nassr en 2011-2012 et le club hongrois de Debreceni VSC en 2016.
En mai 2019, il fait ses débuts comme entraîneur senior avec le club de Panetolikos, en première division grecque, d'où il est licencié en octobre. Il rejoint alors Benfica pour prendre en charge les équipes de jeunes. En 2022, il mène les moins de 19 ans du club à un triplé historique en remportant successivement le championnat du Portugal (en), l'UEFA Youth League (la coupe d'Europe de la catégorie) puis la première édition de la Coupe intercontinentale. En 2022-2023, il dirige l'équipe B du club en deuxième division portugaise.
En septembre 2023, il est choisi par Demba Ba pour être le nouvel entraîneur de l'USL Dunkerque, en deuxième division française. Le club du Nord, dernier en décembre 2023, se rétablit de façon spectaculaire, au point d'être la meilleure équipe de Ligue 2 sur l'année civile 2024. Il prolonge en janvier 2025 son contrat jusqu'en 2027.
En juin 2025, il signe un contrat de deux ans (plus une année en option) avec le club du FC Nantes.

## Palmarès d’entraîneur
Benfica Lisbonne
- Championnat national juniors (en) : 2022.
- UEFA Youth League : 2022
- Coupe intercontinentale des moins de 20 ans : 2022 (en)